# Oogonium (zoologia)
Oogonium (l.mn. oogonia) – niedojrzała żeńska gameta, powstająca z gonocytów, a następnie wielokrotnie dzielą się mitotycznie, by w końcu przekształcić się w oocyt I rzędu.
Męskim odpowiednikiem oogonium jest spermatogonium.
Oogonia występują też u grzybopodobnych lęgniowców.